# Love of Lesbian
Love of Lesbian és un grup de pop-rock indie català radicat a Barcelona que està en actiu des de 1998. El formen Santi Balmes (veu i guitarra), Jordi Roig (guitarra), Joan Ramon Planell (baix i sintetitzador), Oriol Bonet (bateria i programació), Julián Saldarriaga (guitarra i veu) i Dani Ferrer (teclats, als directes).

## Història

### Inicis
Comencen a tocar a la tardor de 1997, format per Santi Balmes (veu i guitarra), Jordi Roig (guitarra), Joan Ramon Planell (baix i sintetitzador) i Oriol Bonet (bateria i programació). Després de presentar-se a diversos concursos, van quedar segons a un concurs de maquetes organitzat per la revista musical Ruta 66, cosa que els va permetre per primer cop gravar a un estudi.
Van iniciar la seva trajectòria cantant en anglès, idioma en què van gravar tres discs. Microscopic Movies (1999), amb Pussycats Records, va ser el primer. El van seguir It is Fiction? (2002) amb la discogràfica Rock K i Ungravity (2003), després de firmar per la discogràfica francesa Naïve.
Un moment important de projecció com a grup va ser l'actuació com teloners de la banda anglesa The Cure durant el Dream Tour 2000.

### Canvi al castellà

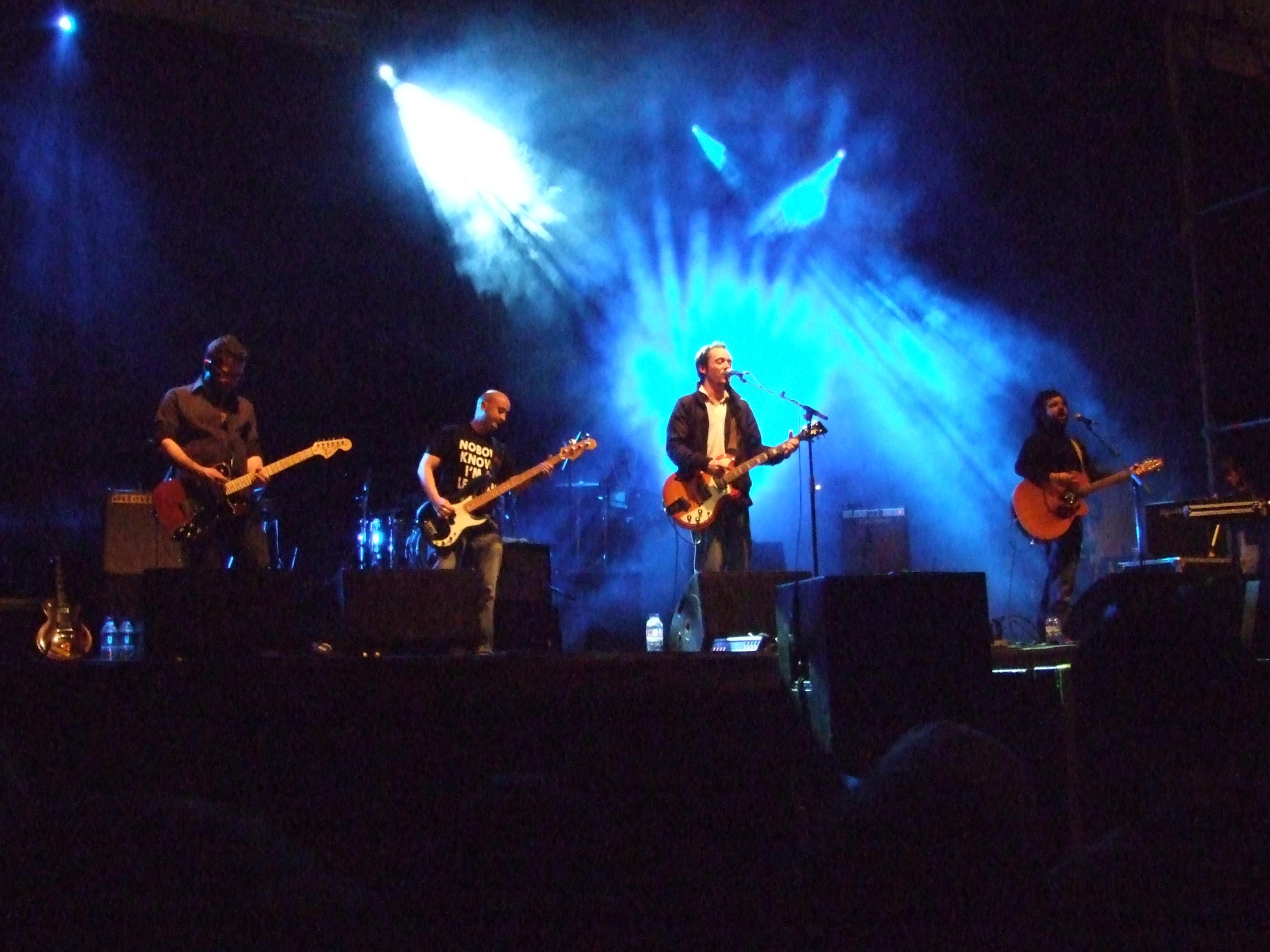
Actuant a l'Hospitalet de Llobregat el 2008.

El grup incorpora el guitarrista Julián Saldarriaga i presenta el quart treball Maniobras de escapismo el 2005, el primer treball interpretat totalment en castellà. Aquest àlbum els porta a grans festivals com el Festival Internacional de Benicàssim o el Popkomm de Berlín. Amb els discs Maniobras de escapismo (2005) i Cuentos chinos para niños del Japón (2007) van consolidar-se com un dels millors grups indies en castellà. El 2008 van realitzar una gira de presentació als Estats Units d'Amèrica, tocant al South by Southwest d'Austin (Texas).

### 1999 (o cómo generar incendios de nieve con una lupa enfocando a la luna)
El març de 2009 publicaren un nou àlbum,1999 (o cómo generar incendios de nieve con una lupa enfocando a la luna), disc que va suposar un abans i un després en la trajectòria de la banda. Aquest disc està publicat amb el segell independent de Barcelona Music Bus i amb distribució de Warner Music i compta amb la col·laboració de la cantautora espanyola Zahara en la cançó «Domingo Astromántico». Les catorze cançons d'aquest àlbum formen la història d'una relació amorosa a les seves diferents etapes. El títol 1999 ve donat per l'any en el qual van treure el seu primer treball en anglès.
Gràcies a aquest treball que va ser disc d'or, van estar més de dos anys de gira per tot Espanya. També, amb 1999, tingueren l'oportunitat de tocar a la sala Scala de Londres i per primera vegada a Amèrica Llatina al festival Ciutat Emergent de Buenos Aires.
Durant la primera setmana a la venda va entrar al número 33 de la llista oficial de vendes a Espanya. El 2010 l'edició espanyola de la revista Rolling Stone els va atorgar els guardons de «Grup de l'Any» i «Gira de l'Any». Tant el 2010 com el 2011 van rebre el premi Enderrock de la música catalana com a millor artista català en altres llengües.
L'abril de 2010 van dur a terme un projecte conjunt amb la plataforma cultural Camon titulat «Tenemos un grupazo» en què pretenien congregar 1999 fans perquè anessin a Sala La Riviera de Madrid amb les seves guitarres per tocar diverses cançons de forma simultània. Per això van habilitar una «sala d'assaig virtual» on van pujar tutorials en vídeo i partitura dels temes triats per tal que tots poguessin preparar les cançons abans de l'esdeveniment. El resultat va ser una sala plena de persones procedents de tot Espanya equipats amb tota mena d'instruments, des guitarres a melòdiques passant per ukeleles i violins. Una vegada més, el grup va ser pioner en un projecte que més tard tornaria a dur a terme, aquesta vegada amb Iván Ferreiro.
Fou gravat amb la discogràfica independent Music Bus (que també s'encarrega de la gerència del grup sota la direcció de José Manuel de Ceballos) i distribuït per Warner Music, i publicat l'any 2009. Les catorze cançons d'aquest àlbum formen les diverses etapes d'una història d'una relació amorosa. Una de les cançons de major èxit fou «Club de fans de John Boy», basada en el concert d'un artista anomenat John Boy. Love of Lesbian aconseguiren un primer disc d'or gràcies amb aquest àlbum. La gira del disc s'allargà per més de 200 concerts.

#### Llista de cançons
| Núm. | Títol                                           | Durada |
| ---- | ----------------------------------------------- | ------ |
| 1.   | «Allí donde solíamos gritar»                    | 5:37   |
| 2.   | «Club de fans de John Boy»                      | 3:50   |
| 3.   | «Las malas lenguas»                             | 3:33   |
| 4.   | «Algunas plantas»                               | 4:06   |
| 5.   | «Cuestiones de familia»                         | 3:01   |
| 6.   | «Ectoplasta»                                    | 3:46   |
| 7.   | «Segundo asalto»                                | 3:36   |
| 8.   | «Incendios de nieve»                            | 5:58   |
| 9.   | «1999»                                          | 5:05   |
| 10.  | «Te hiero mucho (historia del amante guisante)» | 4:24   |
| 11.  | «Cuando diga ya»                                | 2:47   |
| 12.  | «Miau»                                          | 4:20   |
| 13.  | «La mirada de la gente que conspira»            | 4:47   |
| 14.  | «2009: Voy a romper las ventanas»               | 6:28   |

### Recopilatoris
El 2010 van presentar un primer àlbum recopilatori, Maniobras en Japón, que consisteix en una reedició de Maniobras de escapismo (2005) i Cuentos chinos para niños del Japón (2007), incloent la cançó en anglès «Love Song Nº 79.899» de l'àlbum Ungravity (2003) i una cançó inèdita, «Alehop».
L'any següent, el 2011, van treure a la venda una edició recopilatòria en vinil titulada John Boy de quatre cançons remesclades del disc 1999: «Allí donde solíamos gritar», «Club de fans de John Boy», «Segundo asalto» i «Miau». Aquell mateix any també van reeeditar 1999 sota el títol Últimos días de 1999: Aquellas noches de incendio, el qual va incloure dos DVD's amb contingut inèdit.

### La noche eterna. Los días no vividos

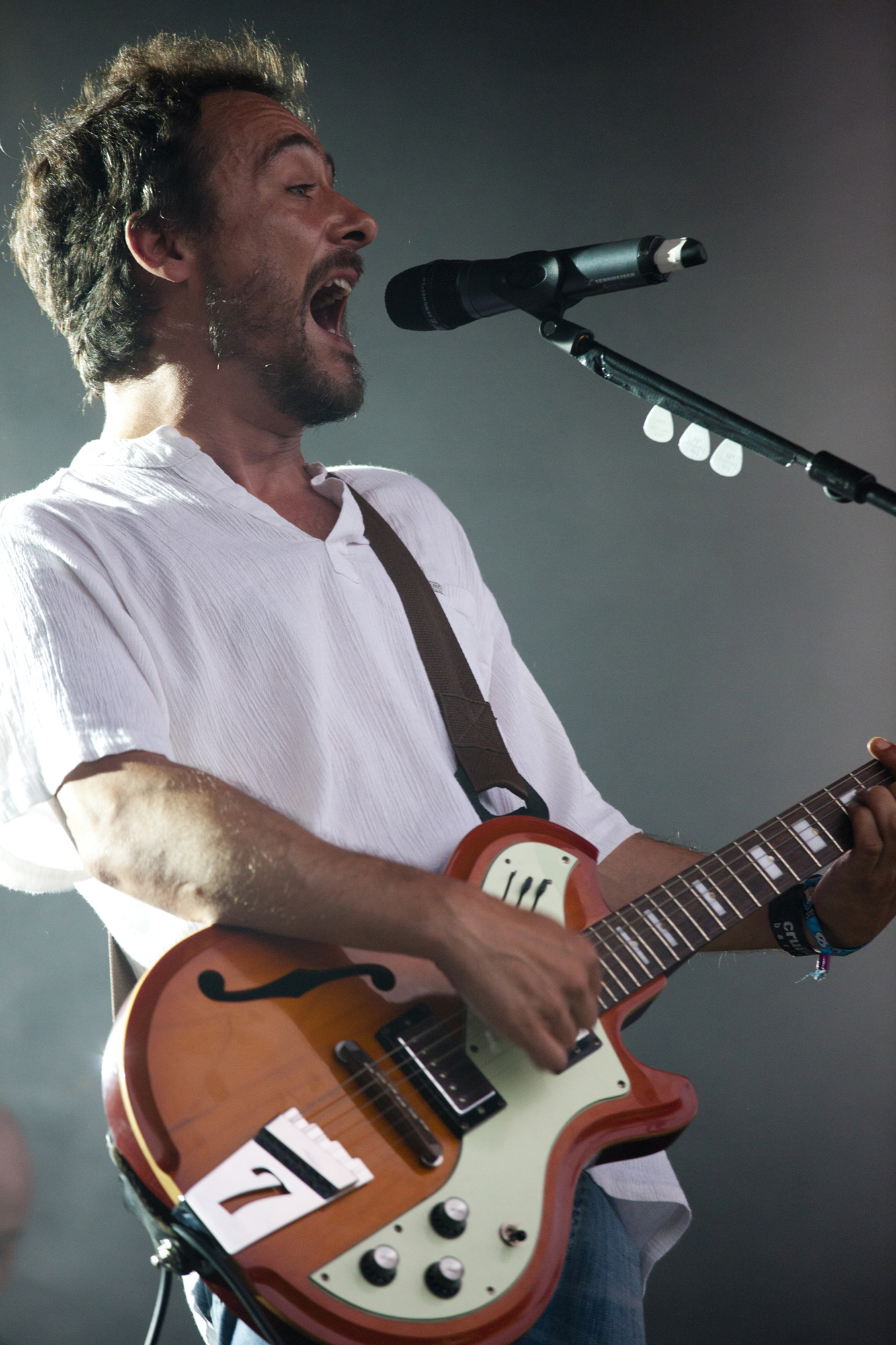
Santi Balmes el 2010.

El 2012 van llançar un disc doble, amb una vintena de cançons, presentat al PopArb 2012, sota el títol La noche eterna. Los días no vividos. La girà de presentació començà el 21 d'abril, tot i que deu dies abans ja varen estrenar tres de les seves cançons a Internet. Santi Balmes, líder de la banda, comentà que després d'aquest àlbum es plantegen treballar en català.
El 2016 van publicar El Poeta Halley., i en 2021 Viaje épico hacia la nada, del que el 25 de novembre de 2020 ja havien presentat el primer senzill de l'àlbum, «Cosmos (Antisistema Solar)». El 27 de març van fer la primera actuació multitudinària a tot Europa des de l'inici de la Pandèmia de COVID-19 al Palau Sant Jordi amb assistència de 5.000 persones, i que va servir pet fer un estudi clínic no que va demostrar que no va tenir impacte de transmissió.

## Discografia

### Àlbums
| Any  | Títol                                                                     | Discogràfica      |
| 1999 | Microscopic Movies                                                        | Pussycats Records |
| 2002 | Is It Fiction?                                                            | Rock K            |
| 2003 | Ungravity                                                                 | Naïve             |
| 2005 | Maniobras de escapismo                                                    | Naïve             |
| 2007 | Cuentos chinos para niños del Japón                                       | Naïve             |
| 2009 | 1999 (o cómo generar incendios de nieve con una lupa enfocando a la luna) | Warner Music      |
| 2012 | La noche eterna. Los días no vividos.                                     | Warner Music      |
| 2016 | El Poeta Halley                                                           | Warner Music      |
| 2021 | Viaje épico hacia la nada                                                 |                   |

### Altres llançaments
| Any  | Títol                                             | Discogràfica |
| 2010 | Maniobras en Japón                                | Warner Music |
| 2011 | John Boy                                          | Warner Music |
| 2011 | Últimos días de 1999: Aquellas noches de incendio | Warner Music |
| 2014 | Nouvelle Cuisine Caníbal                          | Warner Music |

## Altres projectes
Love of Lesbian van participar, de forma paral·lela en diferents projectes. El 2009 van col·laborar amb la campanya solidària Supernanas amb la cançó «Nanay» i van interpretar la cançó «Verge Albina» al disc Més raons de pes. El tribut a Umpah-Pah, amb motiu del vintè aniversari del primer concert del grup de rock gironí Umpah-pah.
El 2010 es publica el disc El alpinista de los sueños, disc tribut al músic espanyol Antonio Vega on participen interpretant juntament amb Zahara el tema «Lucha de gigantes». El mateix any presenten la cançó «Incondicional», que fou la banda sonora del Campionat d'Europa d'atletisme de 2010 celebrat a Barcelona. El maig del 2010 van celebrar un únic concert juntament amb l'Orquestra Nacional Clàssica d'Andorra al Teatre-Auditori Sant Cugat.

## Premis
- Guanyador dels premis ARC 2014 a la "Millor gira de teatre i auditoris de Catalunya"[23]